# ZARD SINGLE COLLECTION 〜20th ANNIVERSARY〜
『ZARD SINGLE COLLECTION 〜20th ANNIVERSARY〜』（ザード・シングル・コレクション トゥエンティエス・アニバーサリー）は、2011年2月10日に発売されたZARDのボックス・セットである。CD7枚組構成。
CDコードはJBCD-2011〜2017。
ZARD集大成的な意味を込めて、ZARDのデビュー20周年に合わせて発売された。

## 概要
- 1stシングル「Good-bye My Loneliness」から45thシングル「素直に言えなくて featuring Mai Kuraki」までのほとんどのシングル曲およびカップリング曲が収録されたCD-BOXセット。
- 「痛いくらい君があふれているよ」「この涙 星になれ」「Get U're Dream」のシークレットトラックバージョン、「ハートに火をつけて 〜ピアノ・インストゥルメンタル・バージョン〜」、「約束のない恋」の5曲は本作に収録されていない。
- 全曲デジタル・リマスタリング、LPサイズスペシャルパッケージ仕様、豪華104Pブックレット付、参加楽曲が収録されたBONUS DISC付という豪華仕様となっている。
- 本作の収録曲の大部分がCD-BOX『ZARD Premium Box 1991-2008 Complete Single Collection』と重複している。
- 未発表写真を含む20周年記念写真集『ZARD Portfolio du 20eme anniversaire』（全4集）と同時発売。
- 「GOOD DAY」と「世界はきっと未来の中」のシングルバージョンは長らくアルバム未収録となっていたが、本作でようやく収録された。
- なお、41stシングルの両A面曲である「カラッといこう!」が収録されているのはシングル以外では本作のみである。
- オリコンチャートにはランクインしなかったが、サウンドスキャンジャパン調べではランクインされ、週間初登場で7位を記録した[1]。

## 収録曲

### DISC 1
1. Good-bye My Loneliness
1stシングル
2. 愛は暗闇の中で
1stシングル「Good-bye My Loneliness」のカップリング曲。
3. 不思議ね…
2ndシングル
4. 素直に言えなくて
2ndシングル「不思議ね…」のカップリング曲。
5. もう探さない
3rdシングル
6. こんなに愛しても
3rdシングル「もう探さない」のカップリング曲。
7. 眠れない夜を抱いて
4thシングル
8. Dangerous Tonight
4thシングル「眠れない夜を抱いて」のカップリング曲。
9. IN MY ARMS TONIGHT
5thシングル
10. 汗の中でCRY
5thシングル「IN MY ARMS TONIGHT」のカップリング曲。アルバム初収録。
11. 負けないで
6thシングル
12. Stray Love
6thシングル「負けないで」のカップリング曲。
13. 君がいない
7thシングル
14. 私だけ見つめて
7thシングル「君がいない」のカップリング曲。
15. 揺れる想い
8thシングル
16. Just for you
8thシングル「揺れる想い」のカップリング曲。

### DISC 2
1. もう少し あと少し…
9thシングル
2. カナリヤ
9thシングル「もう少し あと少し…」のカップリング曲。
3. きっと忘れない
10thシングル
4. 黄昏にMy Lonely Heart
10thシングル「きっと忘れない」のカップリング曲。
5. この愛に泳ぎ疲れても
11thシングル「この愛に泳ぎ疲れても／Boy」の1曲目。
6. Boy
11thシングル「この愛に泳ぎ疲れても／Boy」の2曲目。
7. こんなにそばに居るのに
12thシングル
8. あなたのせいじゃない
12thシングル「こんなにそばに居るのに」のカップリング曲。アルバム初収録。
9. あなたを感じていたい
13thシングル
10. Take me to your dream
13thシングル「あなたを感じていたい」のカップリング曲。
11. Just believe in love
14thシングル
12. Ready, Go!
14thシングル「Just believe in love」のカップリング曲。
13. 愛が見えない
15thシングル
14. Teenage dream
15thシングル「愛が見えない」のカップリング曲。DEENの「Teenage dream」のセルフカバー。ZARDのアルバム初収録。
15. サヨナラは今もこの胸に居ます
16thシングル
16. 眠り
16thシングル「サヨナラは今もこの胸に居ます」のカップリング曲。シングルバージョンはアルバム初収録。

### DISC 3
1. マイ フレンド
17thシングル
2. 目覚めた朝は…
17thシングル「マイ フレンド」のカップリング曲。アルバム初収録。
3. 心を開いて
18thシングル
4. Change my mind
18thシングル「心を開いて」のカップリング曲。
5. Don't you see!
19thシングル
6. 帰らぬ時間の中で
19thシングル「Don't you see!」のカップリング曲。アルバム初収録。
7. 君に逢いたくなったら…
20thシングル
8. 愛を信じていたい
20thシングル「君に逢いたくなったら…」のカップリング曲。アルバム初収録。
9. 風が通り抜ける街へ
21stシングル
10. 遠い星を数えて
21stシングル「風が通り抜ける街へ」のカップリング曲。
11. 永遠
22ndシングル
12. I can't let go
22ndシングル「永遠」のカップリング曲。アルバム初収録。
13. My Baby Grand 〜ぬくもりが欲しくて〜
23rdシングル
14. Love is Gone
23rdシングル「My Baby Grand 〜ぬくもりが欲しくて〜」のカップリング曲。シングルバージョンはアルバム初収録。
15. 息もできない
24thシングル
16. Vintage
24thシングル「息もできない」のカップリング曲。アルバム初収録。

### DISC 4
1. 運命のルーレット廻して
25thシングル
2. 少女の頃に戻ったみたいに
25thシングル「運命のルーレット廻して」のカップリング曲。
3. 新しいドア 〜冬のひまわり〜
26thシングル
4. GOOD DAY
27thシングル。シングルバージョンはアルバム初収録。
5. MIND GAMES
28thシングル
6. Hypnosis
28thシングル「MIND GAMES」のカップリング曲。キーが低いバージョンを収録。アルバム初収録。
7. MIND GAMES (Redway Secret Mix)
28thシングル「MIND GAMES」のカップリング曲。このバージョンはアルバム初収録。
8. 世界はきっと未来の中
29thシングル。シングルバージョンはアルバム初収録。
9. 痛いくらい君があふれているよ
30thシングル
10. 痛いくらい君があふれているよ (Re-Mix)
30thシングル「痛いくらい君があふれているよ」のカップリング曲。このバージョンはアルバム初収録。
11. この涙 星になれ
31stシングル
12. お・も・ひ・で
31stシングル「この涙 星になれ」のカップリング曲。
13. Get U're Dream
32ndシングル
14. Get U're Dream (Version Two)
32ndシングル「Get U're Dream」のカップリング曲。このバージョンはアルバム初収録。
15. Get U're Dream (Version Three)
32ndシングル「Get U're Dream」のカップリング曲。このバージョンはアルバム初収録。

### DISC 5
1. promised you
33rdシングル
2. The only truth I know is you
33rdシングル「promised you」のカップリング曲。アルバム初収録。
3. さわやかな君の気持ち
34thシングル
4. 抱きしめていて
34thシングル「さわやかな君の気持ち」のカップリング曲。シングルバージョンはアルバム初収録。
5. Seven Rainbow
34thシングル「さわやかな君の気持ち」のカップリング曲。シングルバージョンはアルバム初収録。
6. 明日を夢見て
35thシングル
7. 探しに行こうよ
35thシングル「明日を夢見て」のカップリング曲。アルバム初収録。
8. 瞳閉じて
36thシングル
9. 愛しい人よ 〜名もなき旅人よ〜
36thシングル「瞳閉じて」のカップリング曲。アルバム初収録。
10. もっと近くで君の横顔見ていたい
37thシングル
11. リセット
37thシングル「もっと近くで君の横顔見ていたい」のカップリング曲。アルバム初収録。
12. かけがえのないもの
38thシングル
13. 無我夢中
38thシングル「かけがえのないもの」のカップリング曲。アルバム初収録。
14. 永遠 (What a beautiful moment Tour Opening Ver.)
38thシングル「かけがえのないもの」のカップリング曲。22ndシングル「永遠」のオーケストラによるインストバージョン。このバージョンはアルバム初収録。

### DISC 6
1. 今日はゆっくり話そう
39thシングル
2. 淡い雪がとけて
39thシングル「今日はゆっくり話そう」のカップリング曲。
3. 雨が降り出す前に
39thシングル「今日はゆっくり話そう」のカップリング曲。アルバム初収録。
4. 星のかがやきよ
40thシングル「星のかがやきよ／夏を待つセイル（帆）のように」の1曲目。
5. 夏を待つセイル（帆）のように
40thシングル「星のかがやきよ／夏を待つセイル（帆）のように」の2曲目。
6. 悲しいほど貴方が好き
41stシングル「悲しいほど貴方が好き／カラッといこう!」の1曲目。
7. カラッといこう!
41stシングル「悲しいほど貴方が好き／カラッといこう!」の2曲目。アルバム初収録。
8. ハートに火をつけて
42ndシングル
9. 君へのブルース
42ndシングル「ハートに火をつけて」のカップリング曲。アルバム初収録。
10. グロリアス マインド
43rdシングル
11. 探しに行こうよ (2007 version)
43rdシングル「グロリアス マインド」のカップリング曲。35thシングル「明日を夢見て」のカップリング曲のリアレンジバージョン。アルバム初収録。
12. 愛を信じていたい (2007 version)
43rdシングル「グロリアス マインド」のカップリング曲。20thシングル「君に逢いたくなったら…」のカップリング曲のリアレンジバージョン。アルバム初収録。
13. 翼を広げて
44thシングル「翼を広げて／愛は暗闇の中で」の1曲目。ZARDのアルバム初収録。
14. 愛は暗闇の中で featuring Aya Kamiki
44thシングル「翼を広げて／愛は暗闇の中で」の2曲目。1stシングル「Good-bye My Loneliness」のカップリング曲のリアレンジバージョン。このバージョンは、ZARDのアルバム初収録。
15. 素直に言えなくて featuring Mai Kuraki
45thシングル。2ndシングル「不思議ね…」のカップリング曲のリアレンジバージョン。このバージョンはアルバム初収録。
16. Hypnosis
45thシングル「素直に言えなくて」のカップリング曲に収録されているリアレンジバージョン。アルバム初収録。

### BONUS DISC
1. 果てしない夢を
ZYYG,REV,ZARD & WANDS featuring 長嶋茂雄名義のシングル。収録されているのは黒ディスク（初回出荷分）バージョン。
2. 雨に濡れて
ZYYG,REV,ZARD & WANDS featuring 長嶋茂雄名義のシングル「果てしない夢を」のカップリング曲。収録されているのは黒ディスクバージョン。
3. クリスマス タイム
Barbier（バルビエ）名義のシングル。
4. あなたに帰りたい
Barbier（バルビエ）名義のシングル「クリスマス タイム」のカップリング曲。ZARDの「あなたに帰りたい」のセルフカバー。
5. LOVE〜眠れずに君の横顔ずっと見ていた〜
Barbier（バルビエ）名義のシングル。
6. I still remember
Barbier（バルビエ）名義のシングル「LOVE 〜眠れずに君の横顔ずっと見ていた〜」のカップリング曲。ZARDの「I still remember」のセルフカバー。
7. 異邦人
TAK MATSUMOTO featuring ZARD名義のシングル。久保田早紀の「異邦人 -シルクロードのテーマ-」のカバー。